# Retragerea Armatei Mackensen din România în 1918
Retragerea Armatei Mackensen din România în 1918 s-a făcut în grabă prin Ungaria revoluționară, aflată într-o perioadă de tulburări și anarhie, sub comanda feldmareșalului August von Mackensen și prin Austria.  Majoritatea militarilor armatei a ajuns în Germania. Doar o mică parte a acestora, printre care s-a aflat și comandantul suprem, a fost internată în Ungaria.

## Retragerea de pe teritoriul Munteniei
Efectivul trupelor de uscat existent înainte de retragere era de 200.000 de oameni. La 28 octombrie/11 noiembrie 1916 Regele Ferdinand a ordonat Armatei României să mobilizeze din nou. În aceeași zi, trupele generalului Berthelot au trecut Dunărea pe la Giurgiu și Guvernul României a trimis un ultimatum feldmareșalului Mackensen, ca să evacueze România cu trupele sale. Evacuarea a început a doua zi, pe 29 octombrie/12 noiembrie 1918. Conform ordinului feldmareșalului, în timpul retragerii podurile și tunelurile găsite urmau să fie distruse.

## Retragerea prin Transilvania
Prin Articolul 11 al Convenției militară de la Belgrad din 13 noiembrie 1918, a fost stabilit un termen de 15 zile pentru traversarea Ungariei, comunicațiile telegrafice și poștale ale acesteia cu Germania urmând a fi făcute numai sub control Aliat. Aceste dispoziții au fost nerealiste.
La Brașov a fost consemnat un incident, în cadrul căruia trupele române au intrat în contact cu ariergarda Armatei Mackensen (Grupul de Est), care a încercat să opună rezistență în gară.
În efortul său de a împiedica avansul trupelor române în Ardeal, guvernul ungar a încercat să trateze cu Armata Mackensen, ca aceasta să se opună trecerii armatelor române în Transilvania.
Pe drumul retragerii, Armata Mackensen a început să se destrame treptat, soldații vânzând atât bunuri din inventarul propriei intendențe, cât și armele pe care le dețineau.
În efortul său de a-și dota trupele aflate în curs de constituire sau reorganizare pe teritoriul transilvănean, Armata României a cumpărat cai de la militarii germani.